# Lies Lefever

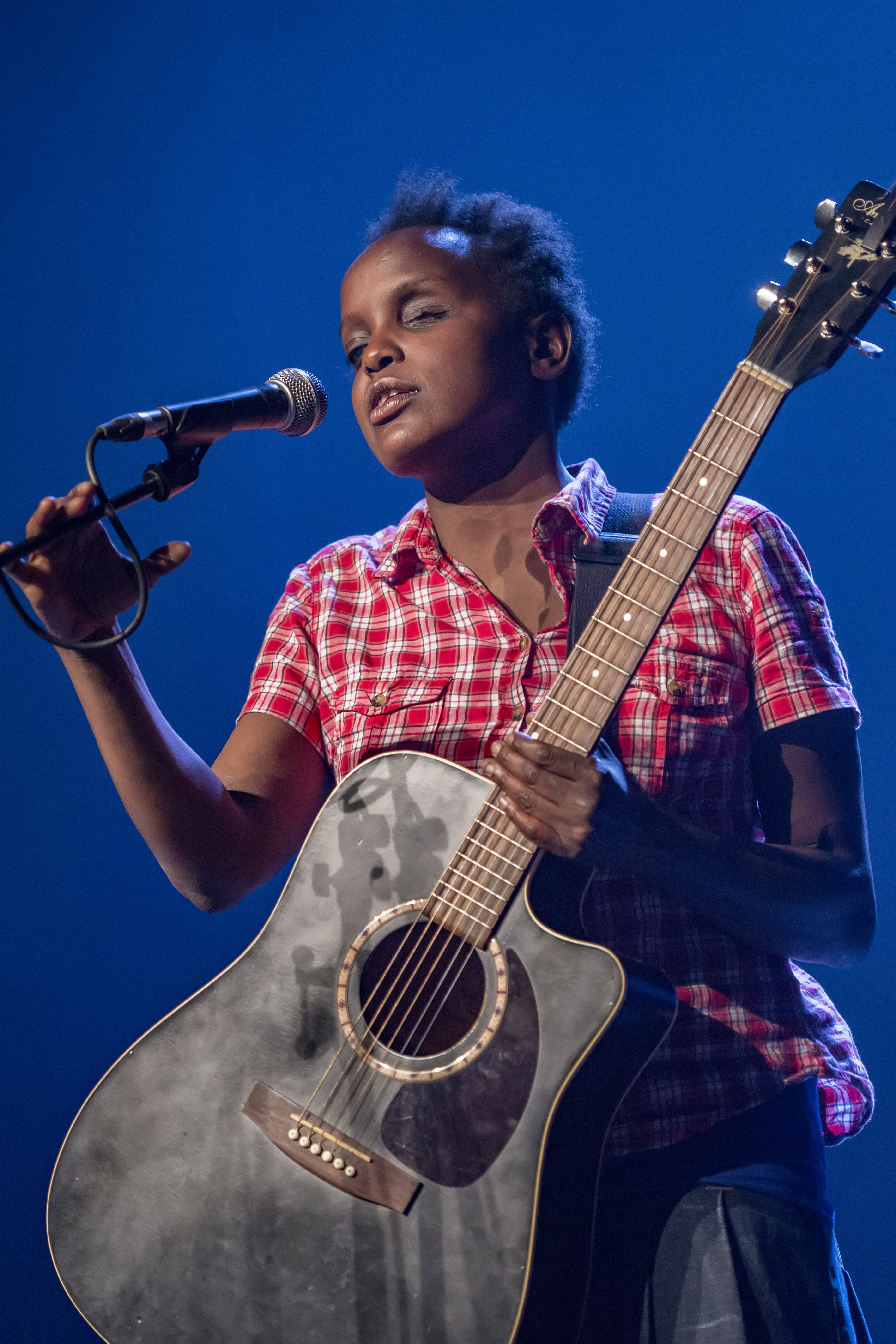
Lies Lefever

Lies Lefever (Nyamasheke (Rwanda), 8 februari 1980 – Asse, 10 januari 2018) was een Vlaamse cabaretière.

## Loopbaan
Lefever debuteerde als comédienne op 5 februari 2009, als voorprogramma van Öznur Karaca, en trad vanaf 1 november 2009 op als vast voorprogramma van de show van Kamagurka: Kamagurka geneest. Op televisie trad ze op in De Rode Loper en bij De Laatste Show, waar zij in het twaalfde seizoen iedere woensdag een protestlied bracht. In februari 2010 werd ze geselecteerd voor het Leids Cabaret Festival en hield stand tot de laatste selectie van acht. De halve finale haalde ze niet meer. In 2011 verzorgde ze het voorprogramma van Philippe Geubels' theatertournee Hoe moet het nu verder?. Haar eerste avondvullende comedyshow (Meisje van plezier) ging 30 september 2011 in première.
Eerder werkte Lefever voor Radio 2 en als freelancejournaliste voor De Morgen.
In 2014 stond ze voor de Vlaamse verkiezingen op de 10de plaats op de Vlaams-Brabantse lijst van Groen.
Lies Lefever, moeder van twee kinderen, stierf op 10 januari 2018 na een ongelukkige val in haar woning te Asse.